# 保罗·斯塔斯特尼
保罗·斯塔斯特尼（英語：Paul Stastny，1985年12月27日—），美国男子冰球运动员。他曾代表美国国家队参加2010年和2014年冬季奥林匹克运动会冰球比赛，其中2010年冬季奥运会获得一枚银牌。